# Пайн-Форест (Техас)
Пайн-Форест (англ. Pine Forest) — місто (англ. city) в США, в окрузі Орандж штату Техас. Населення — 499 осіб (2020).

## Географія
Пайн-Форест розташований за координатами 30°10′30″ пн. ш. 94°2′7″ зх. д. / 30.17500° пн. ш. 94.03528° зх. д. (30.175055, -94.035253).  За даними Бюро перепису населення США в 2010 році місто мало площу 7,34 км², з яких 7,29 км² — суходіл та 0,05 км² — водойми.

## Демографія
Згідно з переписом 2010 року, у місті мешкало 487 осіб у 190 домогосподарствах у складі 130 родин. Густота населення становила 66 осіб/км².  Було 217 помешкань (30/км²).
Расовий склад населення:
| - 95,5 % — білих - 1,4 % — корінних американців - 0,2 % — чорних або афроамериканців - 2,7 % — осіб інших рас |

До двох чи більше рас належало 0,2 %. Частка іспаномовних становила 5,3 % від усіх жителів.
За віковим діапазоном населення розподілялося таким чином: 24,8 % — особи молодші 18 років, 60,0 % — особи у віці 18—64 років, 15,2 % — особи у віці 65 років та старші. Медіана віку мешканця становила 39,2 року. На 100 осіб жіночої статі у місті припадало 107,2 чоловіків;  на 100 жінок у віці від 18 років та старших — 102,2 чоловіків також старших 18 років.
Середній дохід на одне домашнє господарство  становив 68 643 долари США (медіана — 60 893), а середній дохід на одну сім'ю — 78 808 доларів (медіана — 72 143). За межею бідності перебувало 4,6 % осіб, у тому числі 0,6 % дітей у віці до 18 років та 9,6 % осіб у віці 65 років та старших.
Цивільне працевлаштоване населення становило 274 особи. Основні галузі зайнятості: освіта, охорона здоров'я та соціальна допомога — 17,5 %, роздрібна торгівля — 13,9 %, мистецтво, розваги та відпочинок — 12,8 %, будівництво — 12,8 %.